# NGC 1752
NGC 1752 је спирална галаксија у сазвежђу Еридан која се налази на NGC листи објеката дубоког неба.
Деклинација објекта је - 8° 14' 27" а ректасцензија 5h 2m 9,6s. Привидна величина (магнитуда) објекта NGC 1752 износи 12,6 а фотографска магнитуда 13,3. Налази се на удаљености од 45,560 милиона парсека од Сунца. NGC 1752 је још познат и под ознакама MCG -1-13-47, IRAS 04597-0818, PGC 16600.